# Gregorio Klimovsky
Gregorio Klimovsky (Buenos Aires, 18 de noviembre de 1922 - 19 de abril de 2009), fue un matemático y filósofo argentino, considerado uno de los mayores especialistas en epistemología de Sudamérica.

## Biografía
Nació en Buenos Aires el 18 de noviembre de 1922, siendo medio hermano del cineasta argentino León Klimovsky. Creció a dos cuadras del Obelisco en el seno de una familia culta de origen judío. Su padre era relojero y había llegado desde Ucrania (en aquel entonces perteneciente al imperio ruso) antes de la Primera Guerra Mundial. Su madre, Lluba Wischñevsky, era maestra y llegó a ser directora de escuela. Gregorio fue el menor de los hermanos varones. De niño quería ser astrónomo, pero fue en la Facultad de Ingeniería que el matemático español Julio Rey Pastor le sugirió que estudiara matemáticas. Siguiendo su sugerencia estudió matemáticas en la Facultad de Ciencias Exactas y Naturales de la Universidad de Buenos Aires (UBA), en donde llega a ser Decano. 
Trabajó como ayudante de Rey Pastor, tomó contacto con la Filosofía por medio de las lecturas de Bertrand Russell, por quien sentiría una gran admiración durante toda su vida. A causa de la lectura de dichas obras su interés se extendió de las cuestiones puramente lógicas a los problemas de tipo epistemológico y de fundamentación del conocimiento científico.
Poco después, estudió los trabajos de Rudolf Carnap, y de otros miembros del Círculo de Viena, lo cual lo llevó a adherir con entusiasmo a las principales tesis de la filosofía del positivismo lógico. Mario Bunge le hizo conocer las obras de Karl Popper, sin duda, el filósofo de la ciencia que ejerció la mayor influencia sobre su pensamiento.
Era profesor emérito de dicha universidad y director del Departamento de Humanidades de la Universidad Favaloro. Como estudiante y docente, Klimovsky adhirió a la Reforma Universitaria y ha sido un activo promotor de sus principios. Bajo su impulso, y el de otros profesores, la Facultad de Ciencias Exactas de la UBA se convirtió, en los años cincuenta y sesenta, en uno de los mejores centros de investigación de América Latina. En 1966, luego de la Noche de los Bastones Largos renunció por primera vez a la Universidad, lo cual le llevó a buscar refugio en clases particulares y en actividades diversas. Fue expulsado nueve veces de la Universidad de Buenos Aires por sus compromisos éticos, docentes y políticos.
Como matemático, Klimovsky, en colaboración con el matemático Jorge Bosch, fue el principal responsable de introducir en Argentina la teoría axiomática de conjuntos (parte de la matemática que trata de fundamentar de manera rigurosamente lógica la teoría de conjuntos). También fue el iniciador de la epistemología en la Argentina.
Sin embargo, su labor desbordó ampliamente el campo de la matemática cuando comenzó a abarcar disciplinas como la ética y la metodología de la investigación científica. Es entonces cuando se lo comienza a considerar -a partir de su labor en el Colegio Libre de Estudios Superiores- como uno de los iniciadores de la lógica y la Filosofía de la Ciencia en Argentina.
Dotado de gran carisma e inteligencia, fue un profesor muy querido por los estudiantes que asistían a sus clases. Solía matizar la aridez propia de temas abstractos con bromas inesperadas e ingeniosas que, proferidas en su tono catedrático, causaban mucha gracia a los alumnos y los mantenían atentos. Muy seguro de los temas que trataba, nunca vacilaba en sus largas exposiciones, haciendo gala de una vasta memoria.
Su asombrosa diversidad de intereses, entre ellos la música, lo llevaron a reunir una biblioteca que contenía 8000 volúmenes. Parte de la misma se la había regalado al Instituto Científico Judío que funcionaba en la sede de la AMIA y con el atentado se destruyó.
Su postura ante las disciplinas que no tienen un gran rigor metodológico era de cierta tolerancia, si se la compara con otras -la del filósofo de la ciencia Mario Bunge, por ejemplo.

## Trayectoria y Reconocimientos

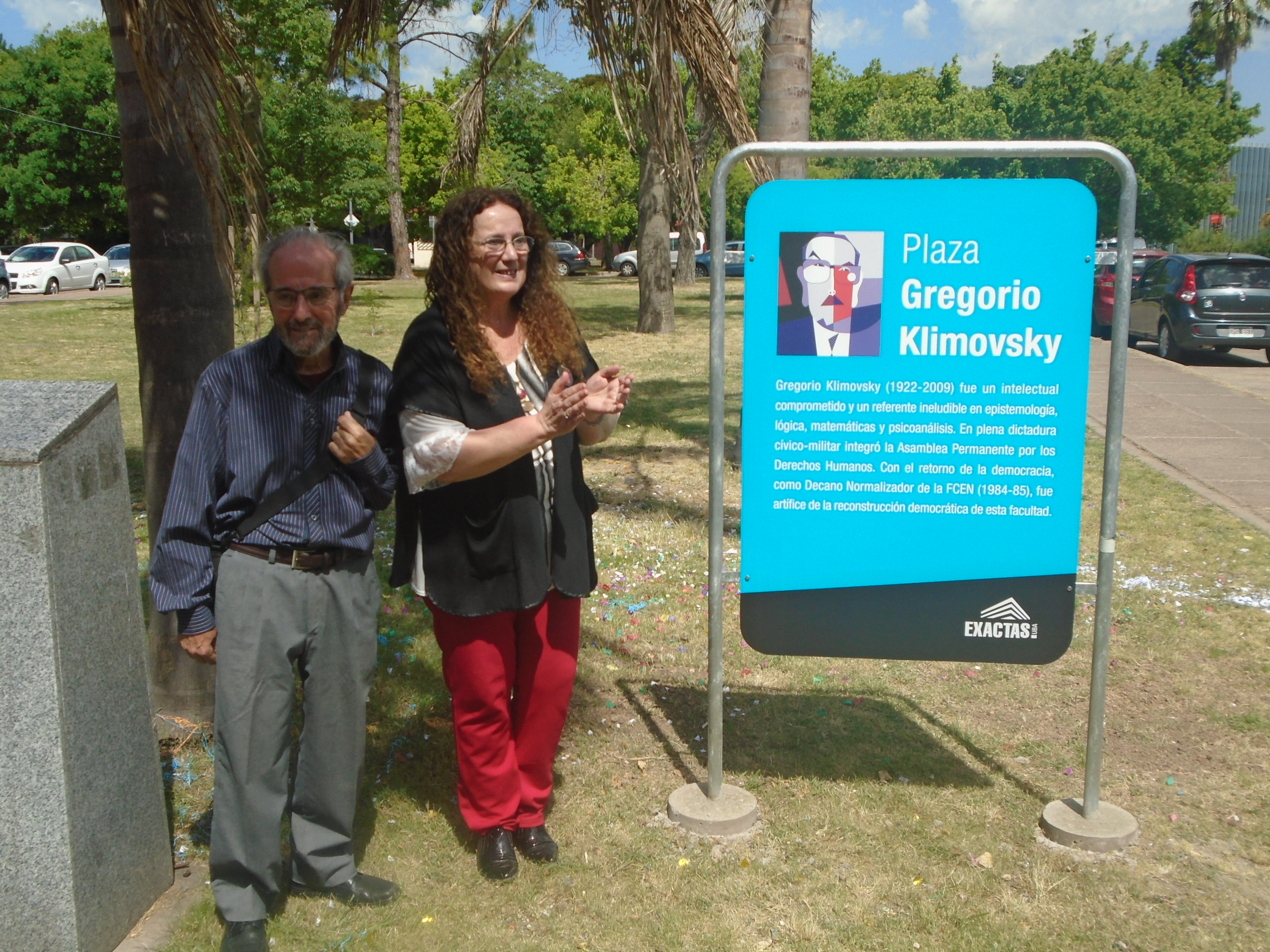
Inauguración de la Plaza Klimovsky en la Facultad de Ciencias Exactas, UBA

Fue profesor de matemática en la Universidad Nacional de Rosario y en la Facultad de Ciencias Exactas de la UBA; de Lógica matemática en el Centro de Altos Estudios en Ciencias Exactas (CAECE); de Filosofía, Epistemología y Ética en el Instituto de la Universidad Nacional Autónoma de México, (UNAM) y la Universidad de la República (Uruguay); profesor de matemática del Instituto de Profesorado "Nicolás Avellaneda" de Rosario, cargo en el que sucedió al eminente matemático Beppo Levi a propuesta de éste.
Dictó cursos de Lógica y Fundamentación de la Matemática en la Universidad de Concepción (Chile), en la Universidad Central de Caracas (Venezuela) y en la Universidad de la República (Uruguay).
Fue presidente del Instituto Torcuato Di Tella, Vicepresidente de la Asociación Rioplatense de Filosofía Científica e integró la Fundación Bariloche y la Sociedad Argentina de Análisis Filosófico (SADAF).
Era miembro de la Asamblea Permanente por los Derechos Humanos. Al momento de su muerte Klimovsky era uno de los intelectuales de referencia para temas relacionados con la política científica argentina, la sociología de la ciencia y su filosofía.
Perteneció al Consejo Editorial de la revista Judaísmo laico.
En el año 1954 fue designado Profesor titular de Análisis Matemático en la Facultad de Ingeniería de la actual Universidad Nacional de San Juan e Investigador Titular del Instituto de Matemática de la Universidad Nacional de Cuyo, dirigido por el matemático Mischa Cotlar.
En el año 1956 y hasta 1966 fue profesor titular con dedicación exclusiva en el Departamento de Matemática de la Facultad de Ciencias Exactas y Naturales de la Universidad de Buenos Aires.
En el año 1956 y hasta 1957 fue profesor de Lógica en la Facultad de Humanidades y Artes de la Universidad de Rosario.
En el año 1957 y hasta 1966 fue profesor titular de Lógica y en Filosofía de la Ciencia en el Departamento de Filosofía de la Facultad de Filosofía y Letras de la Universidad de Buenos Aires.
En el año 1979 y hasta 2000 fue profesor Plenario y dirigió la Maestría en Metodología de la Investigación en la Universidad de Belgrano.
En el año 1984 y hasta 1985 fue Decano Normalizador en la Facultad de Ciencias Exactas y Naturales, luego profesor en Filosofía y Letras y Ciencias Sociales, y después profesor emérito de la Universidad de Buenos Aires.
En el año 1984 fue designado miembro de la Comisión Nacional sobre la Desaparición de Personas (CONADEP).
En el año 1986 y hasta 1990 fue profesor en la Escuela Superior Latinoamericana de Informática (ESLAI)
En el año 1986 recibió el Premio Konex de Platino en el área de la Lógica y Filosofía de la Ciencia y tres años después el Premio de la Asociación Psicoanalítica Internacional a los aportes más significativos hechos a ese campo, por una profunda investigación acerca de la fundamentación epistemológica del psicoanálisis.
En el año 1991 fue profesor titular en el Instituto Universitario de Ciencias Biomédicas de la Fundación Favaloro, actualmente Universidad Favaloro.
En el año 1993 recibió el título de doctor honoris causa del Centro de Altos Estudios en Ciencias Exactas (CAECE).
Es curioso que hasta 1994, cuando apareció "Las Desventuras del Pensamiento Científico" -que agota edición tras edición- nunca había publicado un libro, aunque sí son muy numerosas sus participaciones en obras colectivas y sus artículos. Con este libro emprendió la tarea de abordar el problema de qué es la ciencia para explicarla a sus estudiantes de la UBA.

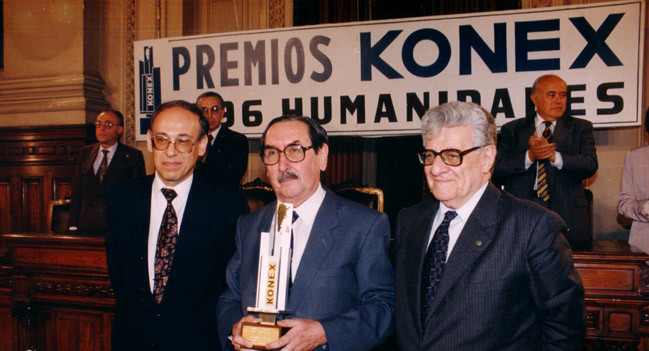
Gregorio Klimovsky recibe el Premio Konex en 1996

En el año 1996 recibió el Premio Konex de Brillante como la personalidad más importante de las Humanidades Argentinas en la década 1986-1996. En esa misma oportunidad obtuvo el Konex de Platino en Lógica y Teoría de la Ciencia.
En el año 2003 recibió el título de doctor honoris causa de la Universidad Nacional del Litoral.
En el año 2004 fue declarado ciudadano ilustre de la Ciudad Autónoma de Buenos Aires.

¡Es que yo soy porteñazo! Nací a dos cuadras del Obelisco, en Carlos Pellegrini 629, 4ºpiso.
Gregorio Klimovsky

En el año 2005 recibió el título de doctor honoris causa de la Universidad Nacional de Rosario.
En el año 2006 recibió el título de doctor honoris causa de la Universidad de Buenos Aires.
El 6 de diciembre de 2019 se inauguró la “Plaza Gregorio Klimovsky” frente a las escalinatas de la entrada principal del Pabellón 2 de la Facultad de Ciencias Exactas y Naturales de la Universidad de Buenos Aires.
Su fotografía está en Salón de los Científicos Argentinos de la Casa Rosada.

## Obra
Algunas de sus obras publicadas son:
- El teorema de Zorn y la existencia de filtros e ideales maximales en los reticulados distributivos (1958) en  Rev. Un. Mat. Argentina, 18, pp. 160–164.
- La estructura de la ciencia, 1978, con Ernest Nagel (Libro), Ed. Paidos
- La teoría de conjuntos y los fundamentos de las matemáticas, 1993 (libro), Ed. CAECE
- La matemática: un misterio filosófico, 1993 (Disertación con motivo de recibir la investidura de Dr. honoris causa por la Universidad CAECE)
- Las desventuras del conocimiento científico. Una introducción a la epistemología, 1994, con Guillermo Boido (libro), A-Z Editora
- Las desventuras del conocimiento matemático. Filosofía de la matemática: una introducción, 2005, con Guillermo Boido (libro)
- Descubrimiento y creatividad en ciencia, (2000), en coautoría con Félix Gustavo Schuster
- La inexplicable sociedad, 1998, con Cecilia Hidalgo
- Epistemólogía y psicoanálisis 1. Análisis del psicoanálisis, 2004, Ediciones Biebel.
- Epistemólogía y psicoanálisis 2. Análisis del psicoanálisis, 2004 (libro), Ediciones Biebel.
- Mis Diversas Existencias, 2008, A-Z Editora.

## Galardones
- Premio Konex de Brillante en 1996 que lo consagró como la personalidad más importante de las Humanidades Argentinas de la década 1986-1995. En esa misma oportunidad obtuvo el Konex de Platino en Lógica y Teoría de la Ciencia.
- Premio Konex de Platino  - Lógica y Filosofía de la Ciencia (1986)
- Premio de la Asociación Psicoanalítica Internacional (1989)
- Doctor honoris causa de la Universidad CAECE (1993)
- Doctor honoris causa de la Universidad Nacional del Litoral (2003)
- Ciudadano ilustre de la Ciudad Autónoma de Buenos Aires (2004)
- Doctor honoris causa de la Universidad de Buenos Aires (2006)